# Capriccio con rovine
Capriccio con rovine è un dipinto di un anonimo pittore veneto del settecento. Eseguito verso la seconda metà del secolo, è conservato nella National Gallery di Londra.

## Descrizione
Si tratta di una veduta dal tipico stile veneto, con un capriccio di rovine e alcuni personaggi in primo piano. Lo stile è quello di Bernardo Bellotto, ma la qualità non eccelsa rende difficile ipotizzarne la paternità.